# Raoul Gueguen
Raoul Pierre Gueguen (* 20. Juni 1947 in Garlan) ist ein ehemaliger französischer Pentathlet.

## Karriere
Gueguen nahm an den Olympischen Spielen 1968 in Mexiko-Stadt und 1972 in München teil. Mit der Mannschaft, die neben Guegun noch aus Lucien Guiguet und Jean-Pierre Giudicelli bestand, gewann er 1968 hinter Ungarn und der Sowjetunion die Bronzemedaille. Im Einzelwettbewerb kam er auf den sechsten Platz. 1972 erreichte er lediglich den 30. Platz in dieser Disziplin. Mit der Mannschaft, zu der auch sein Bruder Michel zählte, reichte es diesmal zu Rang sieben.